# Fehérgyarmat
Fehérgyarmat (în română Giarmatu Alb) este un oraș în districtul Fehérgyarmat, județul Szabolcs-Szatmár-Bereg, Ungaria, având o populație de 8.085 de locuitori (2011). 

## Demografie
Componența etnică a orașului Fehérgyarmat
     Maghiari (96,61%)
     Romi (1,8%)
     Necunoscut (0,34%)
     Alții (1,25%)
Componența confesională a orașului Fehérgyarmat
     Reformați (56,34%)
     Romano-catolici (9,28%)
     Fără religie (5,08%)
     Greco-catolici (3,5%)
     Necunoscută (24,5%)
     Alte religii (2,35%)
Conform recensământului din 2011, orașul Fehérgyarmat avea 8.085 de locuitori. Din punct de vedere etnic, majoritatea locuitorilor (96,61%) erau maghiari, cu o minoritate de romi (1,8%). Apartenența etnică nu este cunoscută în cazul a 0,34% din locuitori.  Din punct de vedere confesional, majoritatea locuitorilor (56,34%) erau reformați, existând și minorități de romano-catolici (9,28%), persoane fără religie (5,08%) și greco-catolici (3,5%). Pentru 24,5% din locuitori nu este cunoscută apartenența confesională.